# Ramón Anchissi
Teodoro Ramón Anchissi Irala (Callao, Perú; 25 de noviembre de 1964-Chimbote, Perú; 4 de abril de 1993) fue un futbolista peruano. Desempeñó como delantero en diversos clubes peruanos.

## Trayectoria
Se formó en el Club Atlético Chalaco para luego trasladar su carrera futbolística a otras instituciones como el Club Centro Deportivo Municipal, Alianza Atlético de Sullana y Sport Boys Association, donde alcanzó notable reconocimiento siendo 2 veces subcampeón nacional: en el Campeonato Descentralizado 1990 y en el Campeonato Descentralizado 1991.

### Muerte
La tragedia sucedió en el aeropuerto de Chimbote: el avión de Aero Cóndor, que iba a trasladar al plantel del Deportivo Sipesa hacia Piura, para jugar contra Alianza Atlético de Sullana, estaba a punto de despegar. Anchisi intento descender para ir al baño, pero con el fin de acelerar el proceso, habría decidido miccionar junto a la nave, la cual estaba encendida. La hélice lo noqueó en frente de todos sus compañeros. Anchissi murió una hora después, ya en el Hospital Regional.

## Clubes
| Club                            | País | Temporada |
| ------------------------------- | ---- | --------- |
| Club Atlético Chalaco           | Perú | 1983      |
| Club Deportivo Los Espartanos   | Perú | 1984-1985 |
| Club Centro Deportivo Municipal | Perú | 1986-1987 |
| Alianza Atlético de Sullana     | Perú | 1988      |
| Sport Boys Association          | Perú | 1989-1991 |
| León de Huánuco                 | Perú | 1992      |
| Deportivo Sipesa                | Perú | 1993      |

- Datos: Q104878342